# Illa de Valentia
L'Illa de Valentia (en anglès: Valentia Island, en gaèlic irlandès: Dairbhre) és una illa situada a l'oest d'Irlanda, a l'extrem de la península d'Iveragh (Comtat de Kerry), què ho converteix en un dels llocs habitats més occidentals d'Europa. Es comunica amb Irlanda a través d'un pont situat en Portmagee, així com mitjançant un ferry que hi va de Reenard Point a Knightstown, la principal població de l'illa. La població permanent de l'illa de Valentia és d'unes 650 persones, i la seva extensió és d'aproximadament 11 km de longitud per 3 km d'amplada.

## Història

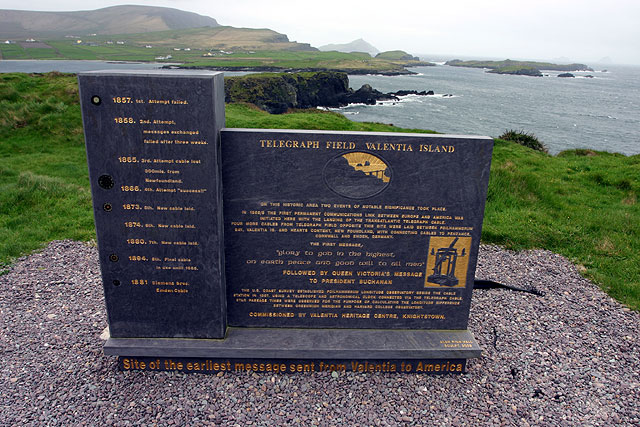
Monument a la primera transmissió telegràfica entre Europa i Amèrica, 1866.

L'Illa de Valentia va ser el lloc escollit per connectar un dels extrems del primer cable telegràfic transatlàntic. Després de diversos intents frustrats el 1857, 1858 i 1865, finalment es va aconseguir establir la comunicació entre Foilhommerum Bay i l'Illa de Terranova (Canadà) el 1866. Els cables telegràfics van estar funcionant des de l'Illa de Valentia durant cent anys, fins que la Western Union International va deixar d'utilitzar-los el 1966.
El 1993, un estudiant de geologia va descobrir empremtes fòssiles de tetràpodes preservades en roques del període Devonià a la costa nord de l'illa. Aquestes empremtes es troben entre les més antigues senyals de l'existència de vertebrats sobre la terra, i han estat de manera exhaustiva estudiades pel paleontòleg Dr. Stössel.

## Llocs d'interès

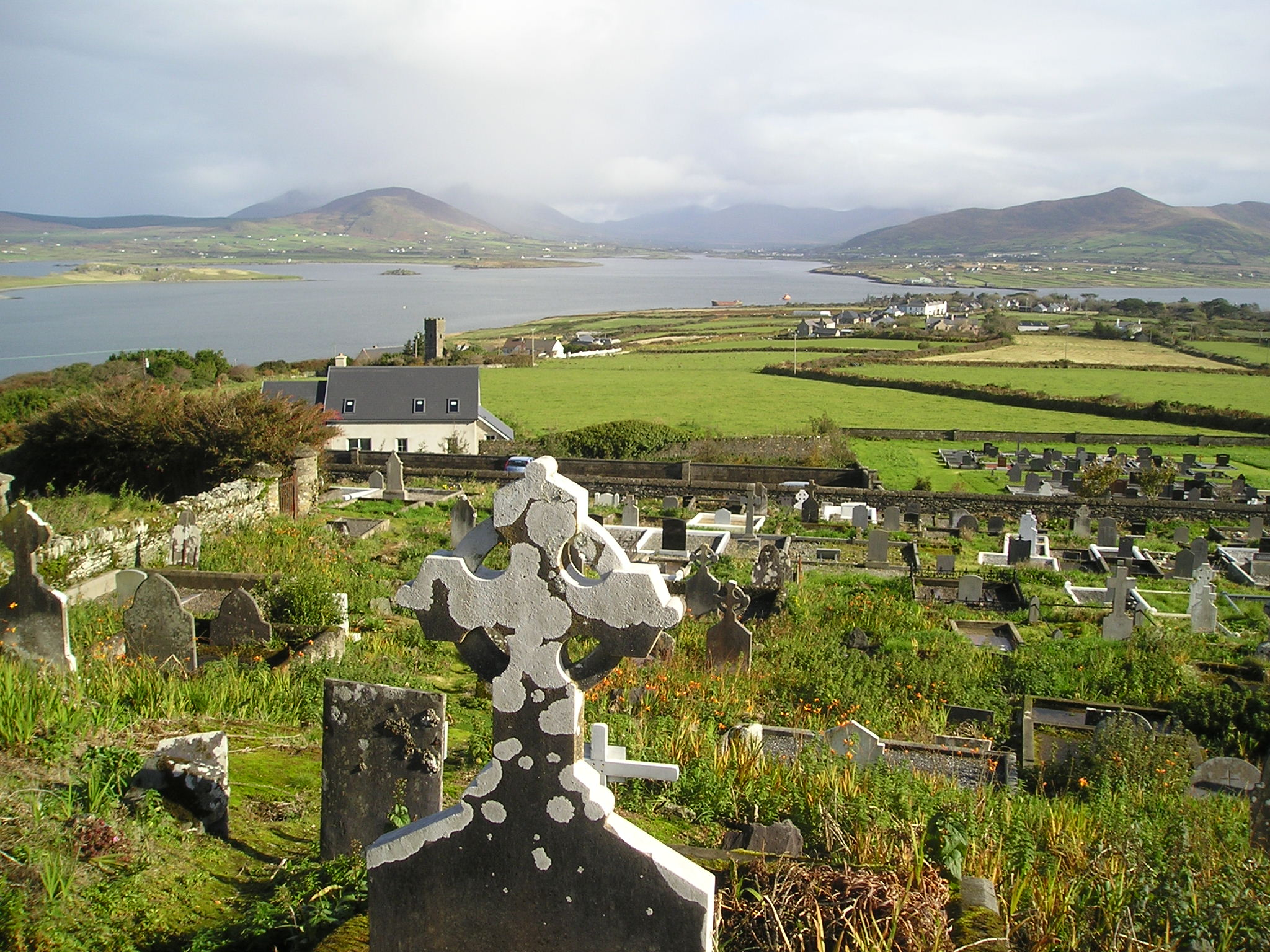
La Badia de Dingle des de la costa nord de l'illa de Valentia.

L'Illa de Valentia és un punt d'interès turístic, situat a prop del transitat Anell de Kerry. Entre els seus atractius turístics es troben: 
- Geokaun Mountain i els penya-segats de Fogher, de més de 180 metres d'alçada a la seva façana nord.
- Glanleam House, a la costa nord-est de l'illa, conté uns famosos jardins subtropicals: protegits dels vents de l'oceà Atlàntic, aquests jardins constitueixen el microclima més tebi d'Irlanda. Van ser iniciats en el segle xix per Sir Peter George Fitzgerald, 19è Senyor de Kerry, qui va plantar en ells una col·lecció única de plantes exòtiques de l'hemisferi Sud, que normalment necessiten ser protegides sota vidre per créixer a Irlanda. Els jardins estan disposats en forma de passeigs, en els quals es poden admirar plantes portades de Sud-àfrica, Austràlia, Nova Zelanda, Xile o Japó.
- L'illa també conté un Centre del Patrimoni de l'Illa de Valentia, en el qual s'ofereix informació sobre la geologia, la història humana, natural i industrial de l'illa, així com exposicions sobre l'estació de telègraf.